# Gerhard Möller
Gerhard Möller, född den 11 oktober 1921 i Ystad, död den 12 april 2004 i Simrishamn, var en svensk jurist.
Möller avlade studentexamen 1941 och juris kandidatexamen vid Lunds universitet 1949. Han genomförde tingstjänstgöring 1949–1952 och blev fiskal i Hovrätten över Skåne och Blekinge 1953, assessor 1961, revisionssekreterare 1963, tingsdomare i Norra och Södra Vedbo domsaga samma år, i Kristianstads domsaga 1969. Möller var lagman i Simrishamns tingsrätt 1982–1987. Han var auditör vid Norra Smålands regemente och Göta ingenjörregemente 1963–1969, vid Södra militärområdet, Wendes artilleriregemente och Norra skånska regementet 1969–1988. Möller var vice ordförande och ordförande i utskrivningsnämnden i Kristianstads län 1974–1982, vice ordförande i länsnykterhetsnämnden i Kristianstads län 1980–1982 samt vice ordförande i beslutsnämnden i Kristianstads län län 1980–1982. Han blev riddare av Nordstjärneorden 1967.